# Liste der Friedhöfe in Gotha
Die Liste der Friedhöfe in Gotha gibt eine Übersicht über die bestehenden und ehemaligen Friedhöfe in der thüringischen Stadt Gotha.

## Legende

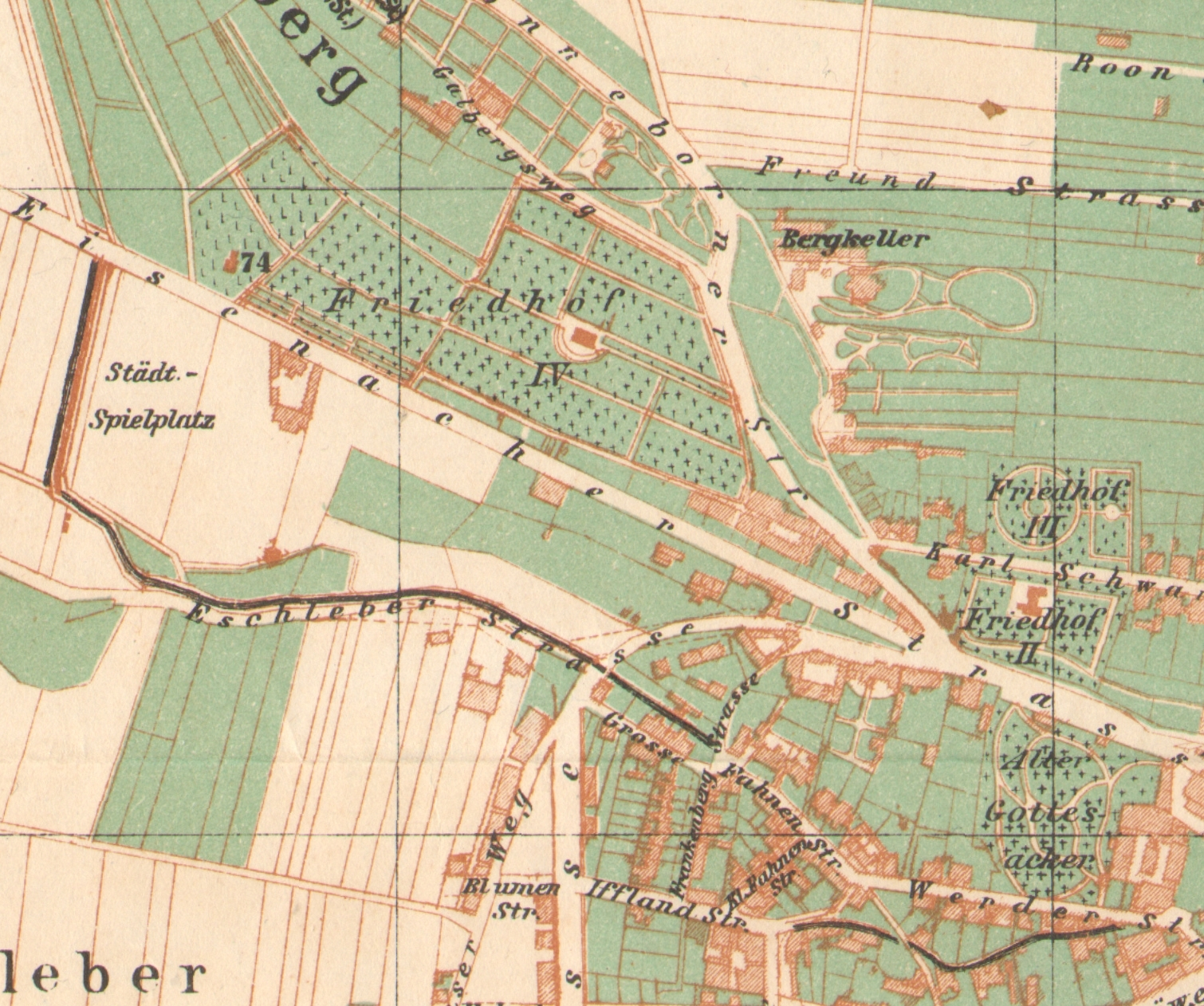
Auszug aus dem amtlichen Gothaer Stadtplan von 1905 mit der Lage der ehemaligen Friedhöfe

- Bild: Zeigt markante Gräber, Bauwerke oder eine allgemeine Ansicht des Friedhofes. Bei Kirchfriedhöfen wird ggf. die Kirche selbst gezeigt.
- Bezeichnung: Nennt den Namen des Friedhofs.
- Lage: Nennt das Stadtviertel bzw. den Ortsteil, in dem sich der jeweilige Friedhof befindet.
- Adresse: Nennt die Anschrift des Friedhofs, d. h. jene Straße, an der der Haupteingang liegt bzw. lag.
- Größe in m²: Nennt die Größe des Friedhofs.
- Gründung: Nennt das Jahr, in dem der Friedhof eröffnet wurde.
- Schließung: Nennt das Jahr, in dem der Friedhof geschlossen wurde.
- Trägerschaft: Nennt die konfessionelle oder öffentliche Trägerschaft.
- Sonstiges: Gibt zusätzliche Informationen, die von Interesse sind.

## Bestehende Friedhöfe
| Bild | Bezeichnung         | Lage                    | Adresse                      | Größe in m² | Gründung | Schließung | Trägerschaft | Sonstiges                                                   |
| ---- | ------------------- | ----------------------- | ---------------------------- | ----------- | -------- | ---------- | ------------ | ----------------------------------------------------------- |
|      | Hauptfriedhof       | Ostviertel              | Langensalzaer Straße (Karte) | 183.500     | 1878     |            | kommunal     | früher auch Friedhof V genannt                              |
|      | Jüdischer Friedhof  | westlich der Innenstadt | Eisenacher Straße            | 2.805       | um 1870  | 1942       | kommunal     | nicht öffentlich zugänglich, Besichtigungen nur auf Anfrage |
|      | Friedhof Boilstädt  | OT Boilstädt            | Am Friedhof                  | 4.540       | 1889     |            | kommunal     |                                                             |
|      | Friedhof Siebleben  | OT Siebleben            | Högernweg                    | 11.420      |          |            | kommunal     |                                                             |
|      | Friedhof Sundhausen | OT Sundhausen           | Friedhofsstraße              | 10.350      |          |            | kommunal     |                                                             |
|      | Friedhof Uelleben   | OT Uelleben             | Obertor                      | 3.680       |          |            | kommunal     |                                                             |

## Ehemalige Friedhöfe
| Bild | Bezeichnung                    | Lage                                      | Adresse                                     | Größe in m² | Gründung  | Schließung | Trägerschaft                                       | Sonstiges |
| ---- | ------------------------------ | ----------------------------------------- | ------------------------------------------- | ----------- | --------- | ---------- | -------------------------------------------------- | --- |
|      | Friedhof St. Augustin          | Innenstadt, neben der Augustinerkirche    | -                                           |             | unbekannt | 1542       | römisch-katholisch, ab 1522 evangelisch-lutherisch | heute überbaut |
|      | Friedhof St. Margarethen       | Innenstadt, neben der Margarethenkirche   | -                                           |             | unbekannt | 1542       | römisch-katholisch, ab 1522 evangelisch-lutherisch | heute überbaut |
|      | Friedhof Kindleben             | OT Kindleben, neben der Dorfkirche        | -                                           |             | unbekannt | um 1583    | römisch-katholisch, ab 1522 evangelisch-lutherisch | heute überbaut |
|      | Friedhof St. Helena            | OT Siebleben, neben der Kirche St. Helena | Kirchgasse                                  |             | unbekannt |            | römisch-katholisch, ab 1522 evangelisch-lutherisch | erhalten sind nur die Grabmäler von Gustav Freytag und dessen Gemahlin Anna sowie von seiner Stieftochter Mika-Maria Strakosch-Freytag                        |
|      | Friedhof I / Alter Gottesacker | nordwestlich der Innenstadt               | Bohnstedtstraße (ehem. Werderstraße)        | ca. 11.000  | 1542      | 1874       | kommunal                                           | heute überbaut, Erinnerungstafel an der Turnhalle der Arnoldischule                                                                                           |
|      | Friedhof II                    | nordwestlich der Innenstadt               | Eisenacher Straße                           | ca. 6.500   | 1757      | 1883       | kommunal                                           | Gräber komplett abgeräumt, erhalten sind in der parkähnlichen Anlage die alte Aussegnungshalle und der wiederaufgestellte Grabstein von Ernst Wilhelm Arnoldi |
|      | Friedhof III                   | nordwestlich der Innenstadt               | Karl-Schwarz-Straße (ehem. Friedhofsstraße) | ca. 7.000   | 1843      | 1892       | kommunal                                           | heute überbaut, als einziger Grabstein ist jener von Georg Friedrich Blödner und seiner Frau an der östlichen Friedhofsmauer erhalten                         |
|      | Friedhof IV                    | nordwestlich der Innenstadt               | Eisenacher Straße                           | ca. 38.000  | 1855      | 1892       | kommunal                                           | heute überbaut |